# Engis
Engis (en való Indji) és un municipi belga de la província de Lieja en la regió valona situat a ambdós marges del Mosa. L'1 de gener 2007, tenia 5715 habitants.

## Geografia
Engis se situa a la vall del Mosa a mig camí entre Lieja i Huy (17 km), a la línia ferroviària 125 Liège-Namur.

## Nuclis
- Clermont-sous-Huy
- Hermalle-sous-Huy
- Ombret-Rawsa (parcialment)

## Monuments i curiositats

### Engis
- Les Tchafornis
- La casa espanyola (La Maison Espagnole)
- Museu de mineralogia Jean-Marie Souplet

### Clermont-sous-Huy
- Mas fortificat d'Attines (segle xviii)
- Castell d'Halledet (segle xix)
- Castell de Magnery (segle xviii)

### Hermalle-sous-Huy
- Castell d'Hermalle
- Masia castral contigua al castell 1742
- Casa natal de Jean-Gille Jacobs, mestre de paleta del segle XVIII
- Casa de la Héna – antiga dependència de l'abadia de Flône – (edifici llistat)
- Cense Cassal (segle xvii), granja per a depositar el cens
- Mas d'Hottine (1715 - antiga dependència de l'Abbaye de Flône
- Biblioteca i museu de la gormanderia a la masia castral
- Museu del correus a la cort de la masia castral

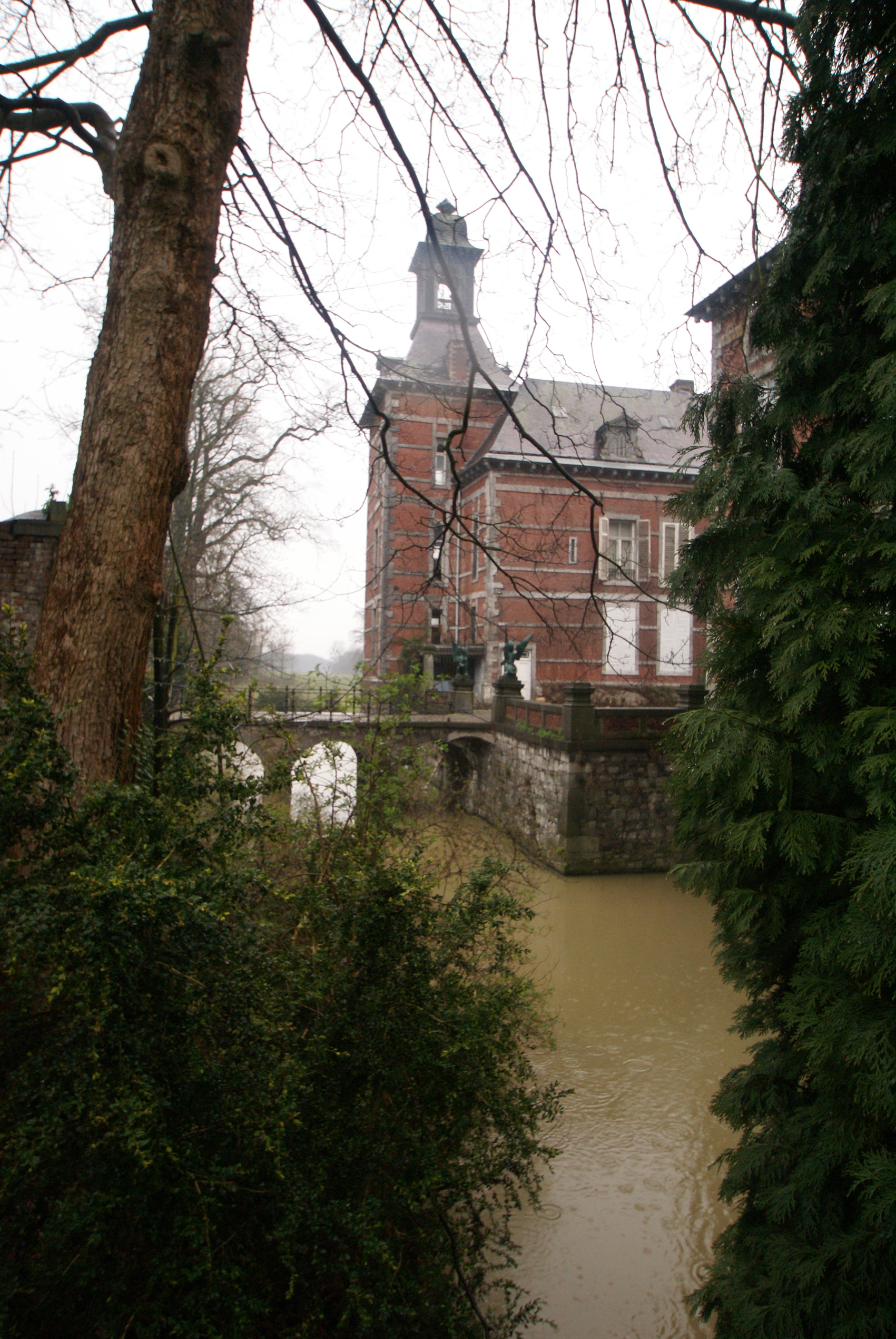
Castell d'Hermalle-sous-Huy